# Prisión Vestre
La Prisión Vestre o bien la Prisión Occidental (en danés: Vestre Fængsel) es la principal cárcel de la ciudad de Copenhague, capital del país europeo de Dinamarca. Erigida en 1895, es la mayor cárcel de Dinamarca con una capacidad total de 530 reclusos. Alberga principalmente detenidos en prisión preventiva, delincuentes no condenados. Durante gran parte de la ocupación alemana de Dinamarca, Vestre Fængsel fue manejado por la policía alemana.